# Грэм Дюбуа, Ширли
Ши́рли Грэм Дюбуа́ (англ. Shirley Graham Du Bois, урождённая Ло́ла Ши́рли Грэм (англ. Lola Shirley Graham); 1896—1977) — американская писательница, драматург, композитор и афроамериканский общественный деятель. За своё литературное творчество она была удостоена книжных премий — Месснера (Messner Prize) и премии Анисфилд-Вулф (Anisfield-Wolf Prize).

## Биография
Лола Ширли Грэм родилась 11 ноября 1896 года в Индианаполисе, штат Индиана, и была в семье единственной дочерью из шести детей. Её отец был священнослужителем Африканской методистской епископальной церкви, мать, Этта Белл Грэм, была первой темнокожей выпускницей Центральной гимназии (Central High School) в Сент-Роле, в штате Миннесота (англ. Saint Paul, Minnesota). Её родители сильно влияли на её жизнь в отношении литературы и музыки, и её отец активно участвовал в Национальной ассоциации содействия прогрессу цветного населения (НАСПЦН (англ. NAACP)). Семья часто переезжала. В июне 1915 года Ширли окончила среднюю школу Льюиса и Кларка (Lewis and Clark High School) в Спокане, штат Вашингтон.
В 1921-м она вышла замуж за своего первого мужа Седраха Т. Макканта. В 1923 году у них родился сын Роберт, а в 1925-м — второй сын, Дэвид. В 1926-м Грэм переехала в Париж, чтобы изучать музыку в Сорбонне. Она считала, что это образование поможет ей найти более престижную работу, чтобы лучше содержать своих детей. Встреча в Париже с африканцами и представителями афро-карибских народов познакомила её с новой музыкой и культурой. В 1927 году Ширли и Седрах развелись.
В 1931 году Грэм поступила в Оберлинский колледж в качестве аспирантки и, удостоившись в 1934 году степени бакалавра, продолжила работать в аспирантуре по музыке. В 1935-м она получила степень магистра. В 1936 году продюсер и театральный режиссёр из США Холли Фланаган назначила Грэм руководителем Чикагского афроамериканского отделения (Chicago Negro Unit) Федерального театрального проекта, который Холли Фланаган возглавляла. Там Грэм, помимо руководства, писала партитуры и выполняла дополнительную сопутствующую работу.
В конце 1940-х годов Грэм стала членом организации афроамериканских женщин «Скитальцы за истину и справедливость» (Sojourners for Truth and Justice, также отсылка к Соджорнер Трут), которая выражала идеи чёрного феминизма. Примерно в то же время она вступила в Коммунистическую партию США.
В 1951 году она вышла замуж за афроамериканского историка, социолога и общественного деятеля Уильяма Эдуарда Бёркхардта Дюбуа. Этот брак стал вторым для обоих. Ей на тот момент было 54 года, ему — 82. Вскоре после этого, в связи с её политической деятельностью и высказываниям, её паспорт был конфискован. В то же время был конфискован паспорт её мужа.
После того как их паспорта были возвращены, они решили путешествовать по миру. Перед тем как уехать из США, Грэхем Дюбуа изучала русский язык в Колумбийском университете. Грэхем Дюбуа и её муж ездили в Москву в 1958 году и встретились с Никитой Хрущевым. Там они также встретились с своим другом Полем Робсоном, американским певцом и актёром. Грэхем Дюбуа наслаждалась своим пребыванием в Советском Союзе, особенно благодаря тому, что ситуация с расизмом там выгодно отличалась от ситуации в США, где действовали дискриминационные законы Джима Кроу (англ. Jim Crow).
Грэхем Дюбуа много писала во время путешествия по Советскому Союзу. Тогда же её биография Фредерика Дугласа был переведена на русский. Она посетила Киев, Будапешт, Белград, Афины и Каир в 1958 году с группой граждан Советского Союза. Позже она выступила на конференции писателей стран Азии и Африки в Ташкенте.
Позже они эмигрировали в Гану, где в 1961 году получили гражданство. Грэм была известным политическим деятелем там и стала первой в мире женщиной-директором телевидения. Она являлась советником президента страны и представляла страну на совещании ООН в Сенегале. Одновременно с этим она, вместе с мужем, по личной просьбе президента Ганы, вела работу над созданием «Африканской энциклопедии», но 27 августа 1963 года У. Э. Б. Дюбуа скончался и проект приостановили. 
В 1967 году после произошедшего в Гане государственного переворота Грэм была вынуждена покинуть страну. Некоторое время она жила в Каире, Египет, где продолжала писать. Её выживший сын Дэвид Грэм Дюбуа сопровождал мать, работая журналистом.
Ширли Грэм Дюбуа умерла от рака груди 27 марта 1977 года в Пекине, Китай, возрасте 80 лет.
Грэм умерла как танзанийка. Она переехала из Ганы в Танзанию после свержения президента Ганы Кваме Нкрумы 24 февраля 1966 года. В Танзании писательница сблизилась с президентом страны Джулиусом Ньерере и получила танзанийское гражданство.

## Творчество
После встречи в 1926 году в Париже, во время учёбы в Сорбонне, с африканцами Грэм написала музыку и либретто к опере "Tom Tom: An Epic of Music and the Negro" (1932). Здесь она использовала музыку, танец и текст, чтобы выразить историю переселения африканцев-рабов в североамериканские колонии и путь, который они прошли от рабства к свободе. Премьера состоялась в Кливленде, штат Огайо, на городском стадионе. Опера привлекла 10 тысяч зрителей на первое представление и 15 тысяч — на второе.
Театральные работы Грэм также включают: мюзикл "Deep Rivers" (1939); одноактную трагедию о рабыне, которая помышляет о детоубийстве, "It's Morning" (1940); одноактную драму "I Gotta Home" (1940); комедию для радио и её единственную опубликованную пьесу "Track Thirteen" (1940); комедию в трёх действиях "Elijah Raven" (1941); трагедию в трёх действиях "Dust to Earth" (1941).
Грэм использовала театр, чтобы донести до публики историю и судьбу чёрной женщины, противопоставляя свой рассказ аналогичным версиям белых авторов. Несмотря на безуспешные попытки писательницы устроить бродвейскую постановку, её пьесы, тем не менее, ставились Театром Караму (Theater Karamu) в Кливленде и другими крупными афроамериканскими труппами. Работы Грэм также видели во многих колледжах, а "Track Thirteen" (1940) и "Tom-Tom" транслировались по радио.
Из-за трудностей с созданием и изданием мюзиклов и пьес Грэм обратилась к литературе. Она писала в различных жанрах, специализируясь с 1950-х годов на биографиях ведущих афроамериканских и мировых деятелей, предназначенных для молодых читателей. Она хотела увеличить в библиотеках начальной школы количество книг, посвящённых выдающимся афроамериканцам. Благодаря личным познаниям Грэм в предметах, её книги о Поле Робсоне и Кваме Нкруме считаются особенно интересными. Среди других персон, описанных ею, стали Фредерик Дуглас, Филлис Уитли, Букер Т. Вашингтон, а также Гамаль Абдель Насер и Джулиус Ньерере. Один из её последних романов, «Сердце зулуса» ("Zulu Heart", 1974), включает сочувственные изображения белых в Южной Африке, несмотря на расовые конфликты.
Отрывки из её переписки с мужем (как до, так и после начала их отношений) появляются в трёхтомном сборнике 1976 года под редакцией Герберта Аптекера "Correspondence of W.E.B. Du Bois". Ширли Грэм Дюбуа также является героиней сериала "Race Woman: The Lives of Shirley Graham Du Bois".

## Избранные сочинения
Биографии для юных читателей
- Dr. George Washington Carver, Scientist (совм. с George D. Lipscomb). — New York: Julian Messner, 1944 (библиотечный переплёт имеет ISBN 978-0671325107).
- Paul Robeson, Citizen of the World. — Connecticut: Greenwood Press, 1946 (перепечатано в 1972).
- Your Most Humble Servant: Benjamin Banneker. — New York: Julian Messner, 1949 (лауреат книжной премии Анисфилд-Вулф (Anisfield-Wolf Book Award) 1950 года[18]).
- The Story of Phillis Wheatley: Poetess of the Revolution. — New York: Julian Messner, 1949.
- The Story of Pocahontas. — New York: Grosset & Dunlap, 1953.
- Jean Baptiste Pointe duSable: Founder of Chicago. — 1953.
- Booker T. Washington: Educator of Head, Hand and Heart. — New York: Julian Messner, 1955.
- His Day Is Marching On: A Memoir of W.E.B. Du Bois. — New York: Lippincott, 1971.
- Julius K. Nyerere, Teacher of Africa. — New York: Julian Messner, 1975.
- Du Bois: A Pictorial Biography. — Johnsons, 1978.

Романы
- There Once Was a Slave. — 1947 (исторический роман о жизни Фредерика Дугласа, получивший премию Месснера[8]).
- Zulu Heart. — New York: Third Press, 1974.